# Handbal op de Pan-Amerikaanse Spelen 1995
Handbal is een van de sporten die beoefend werden tijdens de Pan-Amerikaanse Spelen 1995 in het Estadio de Villa Ballester (capaciteit: 3.000 toeschouwers) in Mar del Plata, Argentinië. Het toernooi begon op 15 maart en eindigde 24 maart. De twee winnaars, Cuba (mannen) en Verenigde Staten (vrouwen), plaatsten zich rechtstreeks voor de Olympische Spelen 1996 in Atlanta. Cuba trok zich later terug, waarna de opengevallen plek naar Brazilië ging.

## Medaillewinnaars
| Categorie         | Goud             | Zilver   | Brons      |
| ----------------- | ---------------- | -------- | ---------- |
| Mannen » Details  | Cuba             | Brazilië | Argentinië |
| Vrouwen » Details | Verenigde Staten | Canada   | Brazilië   |

## Medaillespiegel
| Plaats | Land             | Goud | Zilver | Brons | Totaal |
| 1      | Cuba             | 1    | 0      | 0     | 1      |
| 1      | Verenigde Staten | 1    | 0      | 0     | 1      |
| 3      | Brazilië         | 0    | 1      | 1     | 2      |
| 4      | Canada           | 0    | 1      | 0     | 1      |
| 5      | Argentinië       | 0    | 0      | 1     | 1      |
| Totaal | Totaal           | 2    | 2      | 2     | 6      |